# 白马站 (京畿道)
白馬站（：／ Baengma yeok */?）是京義線沿線的一座地面車站，位於韓國京畿道高陽市一山東區馬頭洞，有首都圈電鐵京義·中央線和首都圈電鐵西海線列车停靠。站名為鄰近地名白石洞與馬頭洞的首個字合成。

## 車站結構
站體為2面4線雙島式月台的地面車站，候車月台設有月台幕門。

### 月台配置
| ↑ 谷山            |
| １0２ \| ３0４ \| |
| 楓山 ↓            |

| 月台 | 路線                   | 目的地                             |
| ---- | ---------------------- | ---------------------------------- |
| 1、2 | ●首都圈電鐵京義·中央線 | 大谷、首爾、清涼里、上鳳、龍門方向 |
| 1、2 | ●首都圈電鐵西海線      | 大谷、始興市廳、草芝、元時方向     |
| 3、4 | 一山、金村、文山方向   |                                    |
| 3、4 | ●首都圈電鐵西海線      | 一山方向                           |

## 圖片

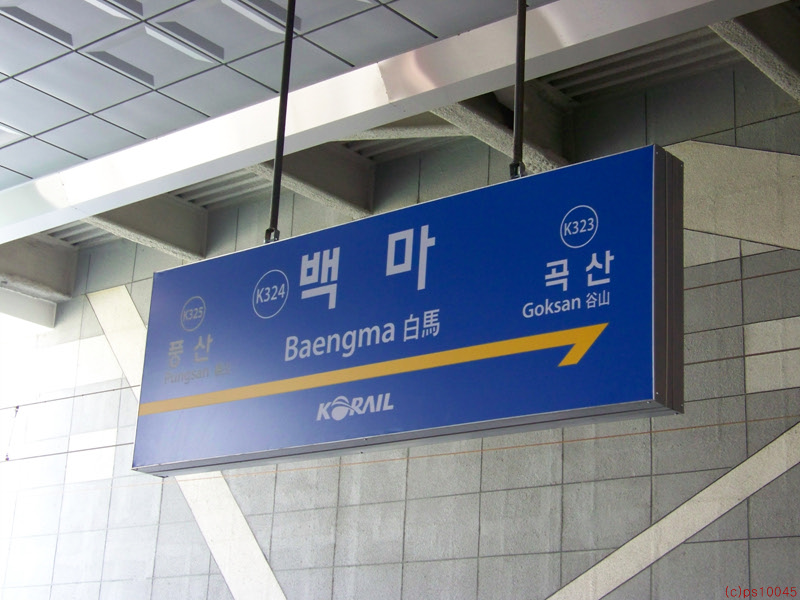
站名牌
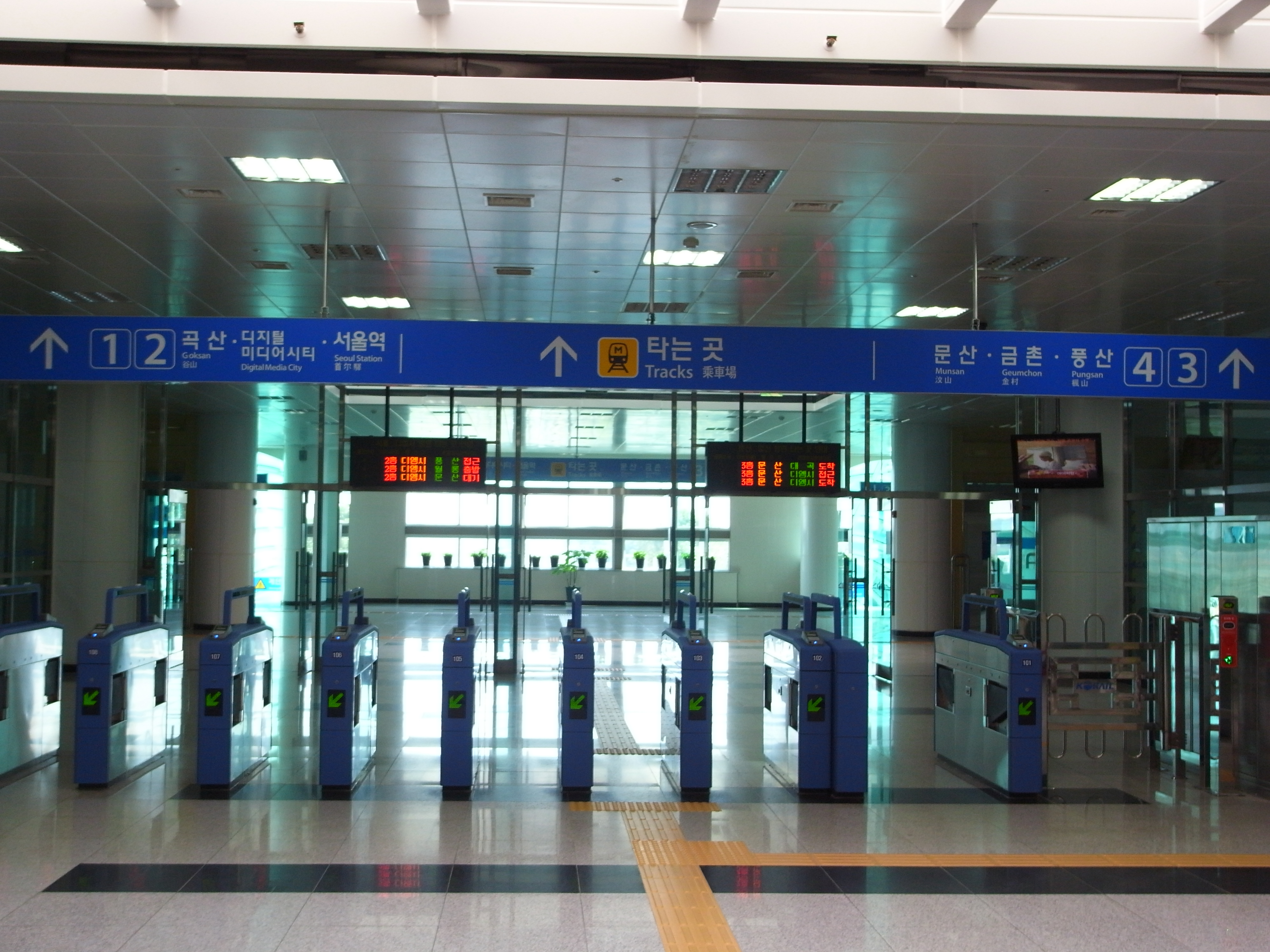
剪票閘口
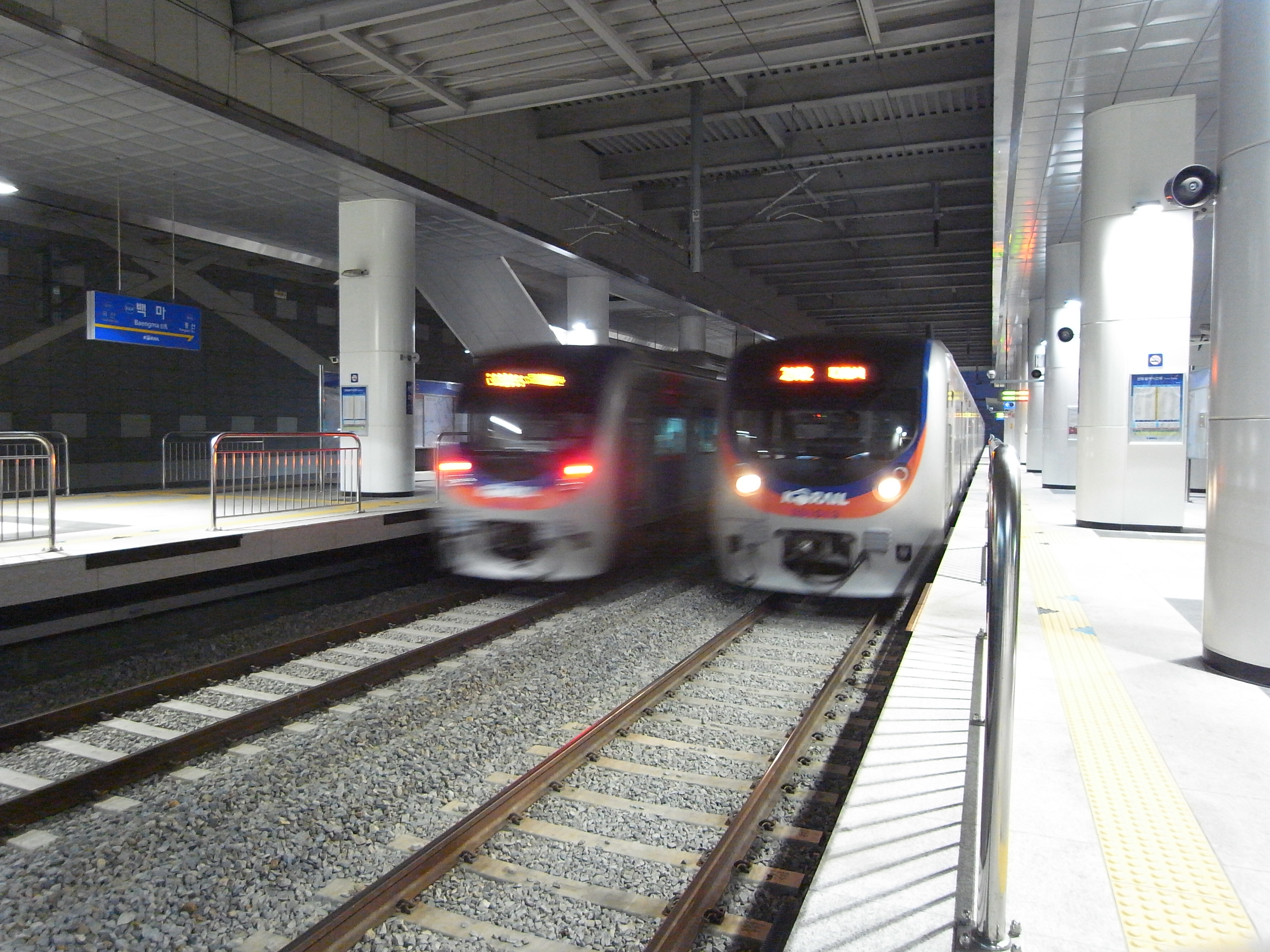
候車月台
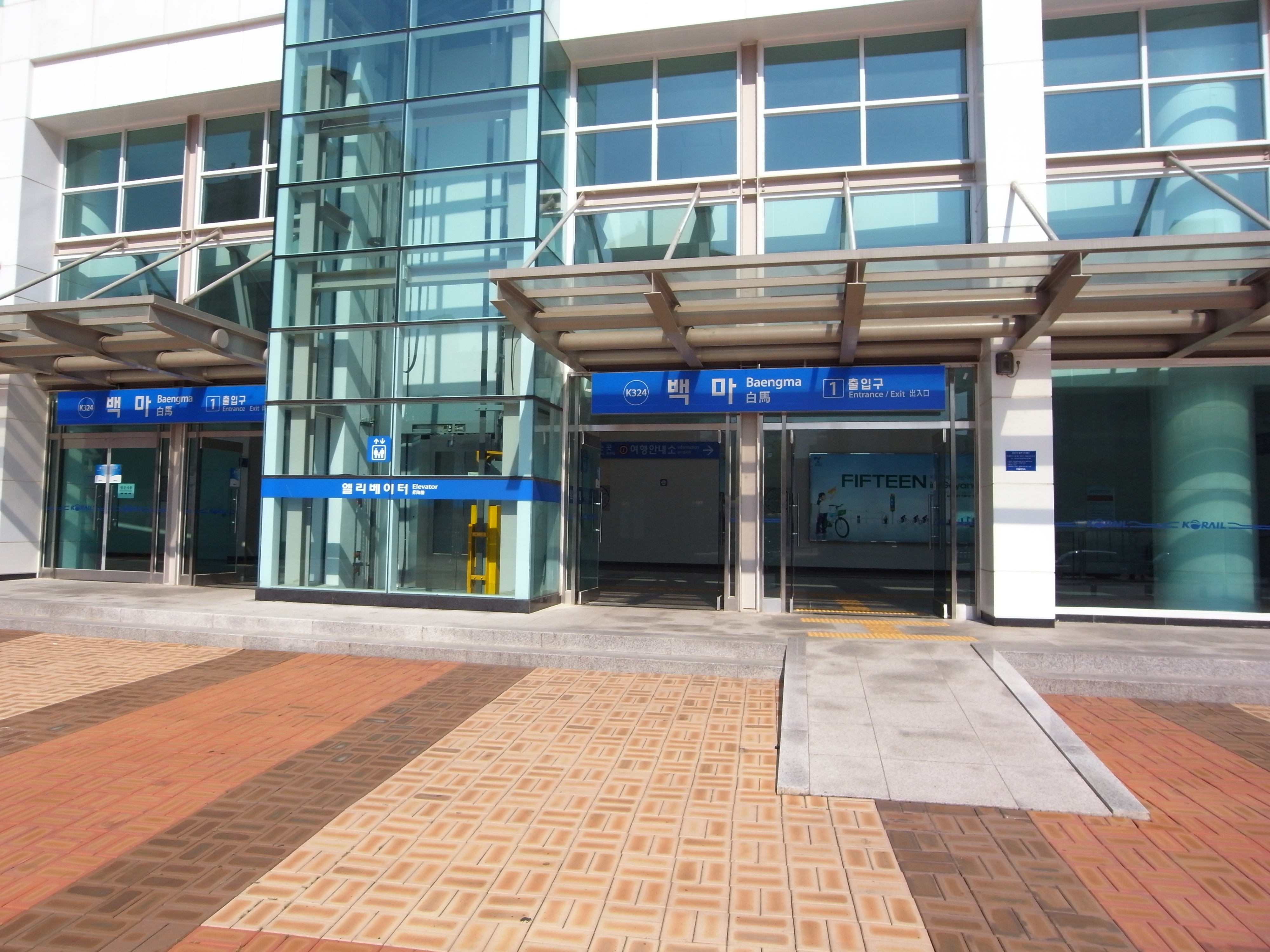
1號出口
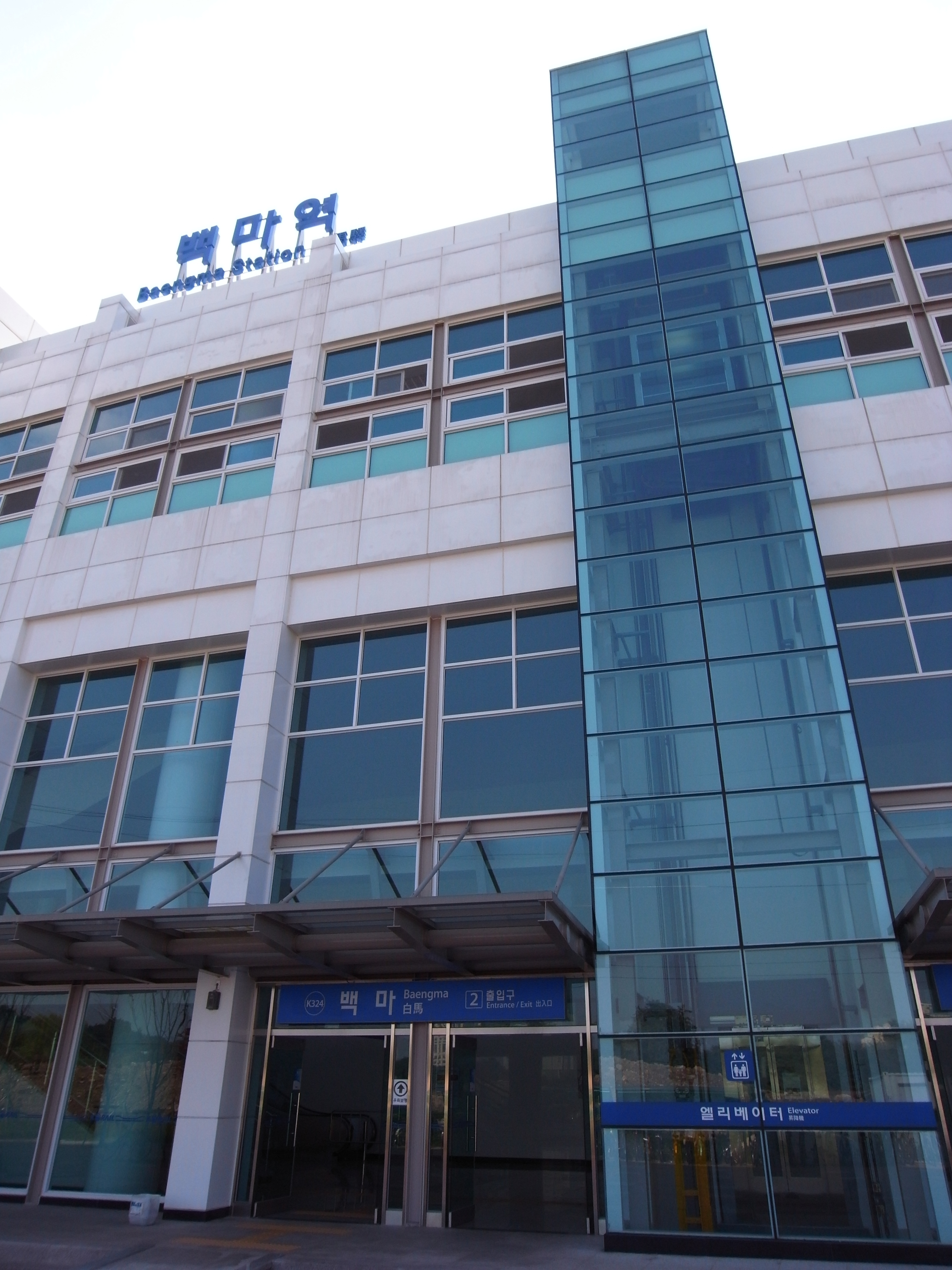
2號出口

## 歷史
- 1966年4月26日：落成啟用。
- 2009年6月27日：新站舍竣工。
- 2009年7月1日：首都圈电铁京义线开始運行。
- 2023年8月26日：西海線站體启用。

## 車站周邊
- 國立癌症中心（朝鲜语：국립암센터）
- 東國大學附設醫院
- 一山醫院
- 雪邨公園
- 鼎鉢高校
- 楓山中學
- 白馬初等學校
- 馬頭站